# High and Mighty Color
HIGH and MIGHTY COLOR – japoński zespół rockowy założony w 2003 roku na Okinawie. Zespół wydał 5 albumów studyjnych, 2 kompilacje i 17 singli. W 2009 roku nastąpiła zmiana wokalistki, a rok później zespół ogłosił zakończenie działalności.
Ich utwór i zarazem singiel z 2006 roku zatytułowany „Ichirin no Hana” został użyty jako tzw. opening w anime pod tytułem „Bleach” na podstawie mangi o tej samej nazwie.
Muzycy aktualnie udzielają się w innych zespołach. Yūsuke jest wokalistą w zespole Sun of a starve, mACKAz i Sassy grają w zespole INKT, wykonującym Visual kei, natomiast Meg gra na gitarze w 2side1brain.

## Muzycy
Ostatni skład
- HALCA – wokal
- Yūsuke – wokal
- Kazuto – gitara prowadząca
- Meg – gitara rytmiczna
- mACKAz – gitara basowa
- Sassy – perkusja

Byli członkowie
- Mākii (2003-2008) – wokal

## Dyskografia
- 2005 G∞VER
- 2006 Gou on Progressive
- 2007 San
- 2008 ROCK PIT
- 2009 swamp man